# Château de Cheyres
Le château de Cheyres est un château situé dans la commune de Cheyres-Châbles au sein du district de la Broye dans le canton de Fribourg en Suisse.

## Histoire
Il est certain qu'il existe un château à Cheyres dès le XVe siècle, si ce n'est plus tôt. Ce château primitif avait probablement la forme d'une simple maison forte.
En 1704, l'État de Fribourg achète la seigneurie de Cheyres à Anne-Judith de Praroman et son époux Abraham Ancel. La seigneurie est transformée en bailliage. En 1755, le château primitif tombe en ruine. Les autorités fribourgeoises font préparer des plans de rénovation à François-Ignace Pettolaz. Les plans ne sont approuvés qu'en 1772 et exécutés de 1773 à 1774. Le maître maçon Johann Popleter est chargé de la construction. Le nouveau château est construit sur les fondations de l'ancien.
En 1800, le « château bâti à neuf et à la moderne, avec un grenier, des caves, pressoir, grange, deux écuries, remise, four, assots, deux cours et un jardin potager » est mis en vente comme bien national et vendu. De 1818 à 1960, il est la propriété de la paroisse de Cheyres et sert de cure, avant d'être vendu à un particulier. Il appartient notamment au docteur Armand Delachaux, professeur à la Faculté de médecine de l'université de Lausanne.